# Élection présidentielle costaricienne de 2018
L’élection présidentielle costaricienne de 2018 se déroule le 4 février 2018 au Costa Rica afin d'élire le nouveau président de la République. Aucun candidat n'ayant recueilli plus de 40 % des suffrages au premier tour, organisé en même temps que les législatives, un second est organisé le 1er avril entre les deux candidats arrivés en tête : le conservateur Fabricio Alvarado du Parti restauration nationale et le progressiste Carlos Alvarado du Parti d'action citoyenne, avec respectivement 25 et 22 % des voix. Le Parti de la libération nationale obtient son pire résultat à une présidentielle depuis sa création en échouant pour la première fois à qualifier un candidat pour le second tour, Antonio Álvarez n'obtenant que 18 % des suffrages.
Carlos Alvarado l'emporte au second tour.

## Système électoral
Le président de la République est élu pour un mandat de quatre ans au scrutin uninominal majoritaire à deux tours sous une forme légèrement modifiée. Pour être élu, un candidat doit être arrivé en tête au premier tour avec plus de 40 % des voix. À défaut, les deux candidats arrivés en tête s'affrontent lors d'un second tour, et celui qui recueille le plus de suffrages est déclaré vainqueur. Jusqu'en 2005, un président élu ne pouvait se porter candidat à une nouvelle élection. Depuis, cela est possible après un intervalle d'une durée de deux mandats, soit huit ans.

## Campagne
Le 9 janvier 2018, la Cour interaméricaine des droits de l'homme se prononce sur une résolution déposée par le Costa Rica en 2016 et tranche en faveur d’une reconnaissance du droit au mariage homosexuel dans plusieurs pays américains. La Cour détermine que la Commission interaméricaine des droits de l'homme dont sont signataires ses membres exige et requiert la légalisation du mariage homosexuel. En raison de cette décision juridique, le Costa Rica doit légaliser le mariage homosexuel et donner aux couples de même sexe tous les droits qui en découlent.
Le gouvernement annonce qu'une loi entérinera la décision dans un avenir proche, et la quasi-totalité des candidats à la présidence se déclarent en faveur d'une légalisation. Seul le candidat protestant évangélique (et pasteur) Fabricio Alvarado du Parti de la restauration nationale s'y oppose alors, proposant d'aller jusqu'à la sortie du pays de la Cour interaméricaine s'il le faut. Dans les jours suivants, Fabricio Alvarado se retrouve en tête des sondages, alors qu'il oscillait jusque-là entre la quatrième et la dernière place. Dans une interview, il déclare que la Cour interaméricaine a « violé notre souveraineté et passé outre nos institutions ». Il reconnaît également qu'il doit à son opposition au mariage homosexuel de l'avoir « catapulté » en tête des intentions de vote.
L'élection prend peu à peu la forme d'un référendum sur le mariage homosexuel, cristallisant le vote d'une population plus conservatrice que sa classe dirigeante. Plusieurs candidats reviennent ainsi sur leurs déclarations favorables des premiers jours et adoptent une posture plus nuancée, affirmant être contre à titre personnel mais ne pas avoir l'intention de s'opposer à la décision de la Cour. Par contraste, le candidat du Parti d'action citoyenne (PAC), Carlos Alvarado, ouvertement favorable à la légalisation, capte rapidement le vote progressiste, notamment chez les jeunes. Un second tour opposant « les deux Alvarado », candidats pourtant mineurs quelques mois auparavant, devient subitement envisageable.

## Sondages
Pour des raisons techniques, il est temporairement impossible d'afficher le graphique qui aurait dû être présenté ici.

## Résultats

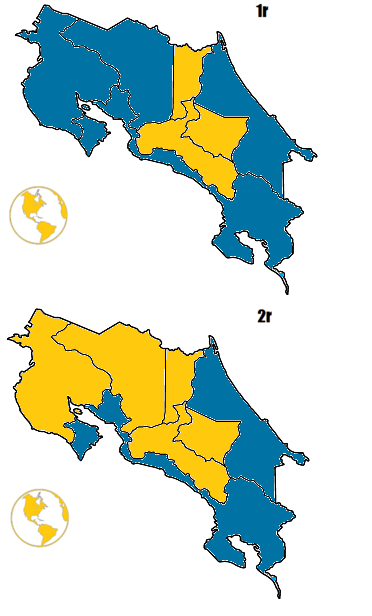
Candidat arrivé en tête par province au premier tour (haut) et au second tour (bas).

| Candidats                | Candidats                | Partis                                    | Premier tour | Premier tour | Second tour | Second tour |
| Candidats                | Candidats                | Partis                                    | Voix         | %            | Voix        | %           |
| ------------------------ | ------------------------ | ----------------------------------------- | ------------ | ------------ | ----------- | ----------- |
|                          | Fabricio Alvarado        | Parti restauration nationale (PRN)        | 538 504      | 24,99        | 860 388     | 39,41       |
|                          | Carlos Alvarado          | Parti d'action citoyenne (PAC)            | 466 129      | 21,63        | 1 322 908   | 60,59       |
|                          | Antonio Álvarez Desanti  | Parti de la libération nationale (PLN)    | 401 505      | 18,63        |             |             |
|                          | Rodolfo Piza Rocafort    | Parti unité sociale-chrétienne (USC)      | 344 595      | 15,99        |             |             |
|                          | Juan Diego Castro        | Parti de l'intégration nationale (PIN)    | 205 602      | 9,54         |             |             |
|                          | Rodolfo Hernández        | Sociaux chrétiens républicains (SCR)      | 106 444      | 4,94         |             |             |
|                          | Otto Guevara             | Mouvement libertarien (ML)                | 21 890       | 1,02         |             |             |
|                          | Edgardo Araya            | Front large (FL)                          | 16 862       | 0,78         |             |             |
|                          | Sergio Mena              | Génération nouvelle (GN)                  | 16 329       | 0,76         |             |             |
|                          | Mario Redondo            | Alliance démocrate chrétienne (ADC)       | 12 638       | 0,59         |             |             |
|                          | Stephanie Campos         | Parti du renouveau costaricien (PRC)      | 12 309       | 0,57         |             |             |
|                          | Óscar López              | Parti Accessibilité sans exclusion (PASE) | 7 539        | 0,35         |             |             |
|                          | Jhon Vega                | Parti des travailleurs (PT)               | 4 351        | 0,20         |             |             |
|                          |                          |                                           |              |              |             |             |
| Votes valides            | Votes valides            | Votes valides                             | 2 154 697    | 98,71        | 2 183 296   | 98,90       |
| Votes blancs et nuls     | Votes blancs et nuls     | Votes blancs et nuls                      | 28 067       | 1,29         | 24 260      | 1,10        |
| Total                    | Total                    | Total                                     | 2 182 764    | 100          | 2 207 556   | 100         |
| Abstention               | Abstention               | Abstention                                | 1 139 565    | 34,30        | 1 114 773   | 33,55       |
| Inscrits / participation | Inscrits / participation | Inscrits / participation                  | 3 322 329    | 65,70        | 3 322 329   | 66,45       |

| Carlos Alvarado (60,66 %) |  |  | Fabricio Alvarado (39,34 %) |
| ▲                         |  |  |                             |
| Majorité absolue          |  |  |                             |